# Aegidiikirchhof 6 (Quedlinburg)

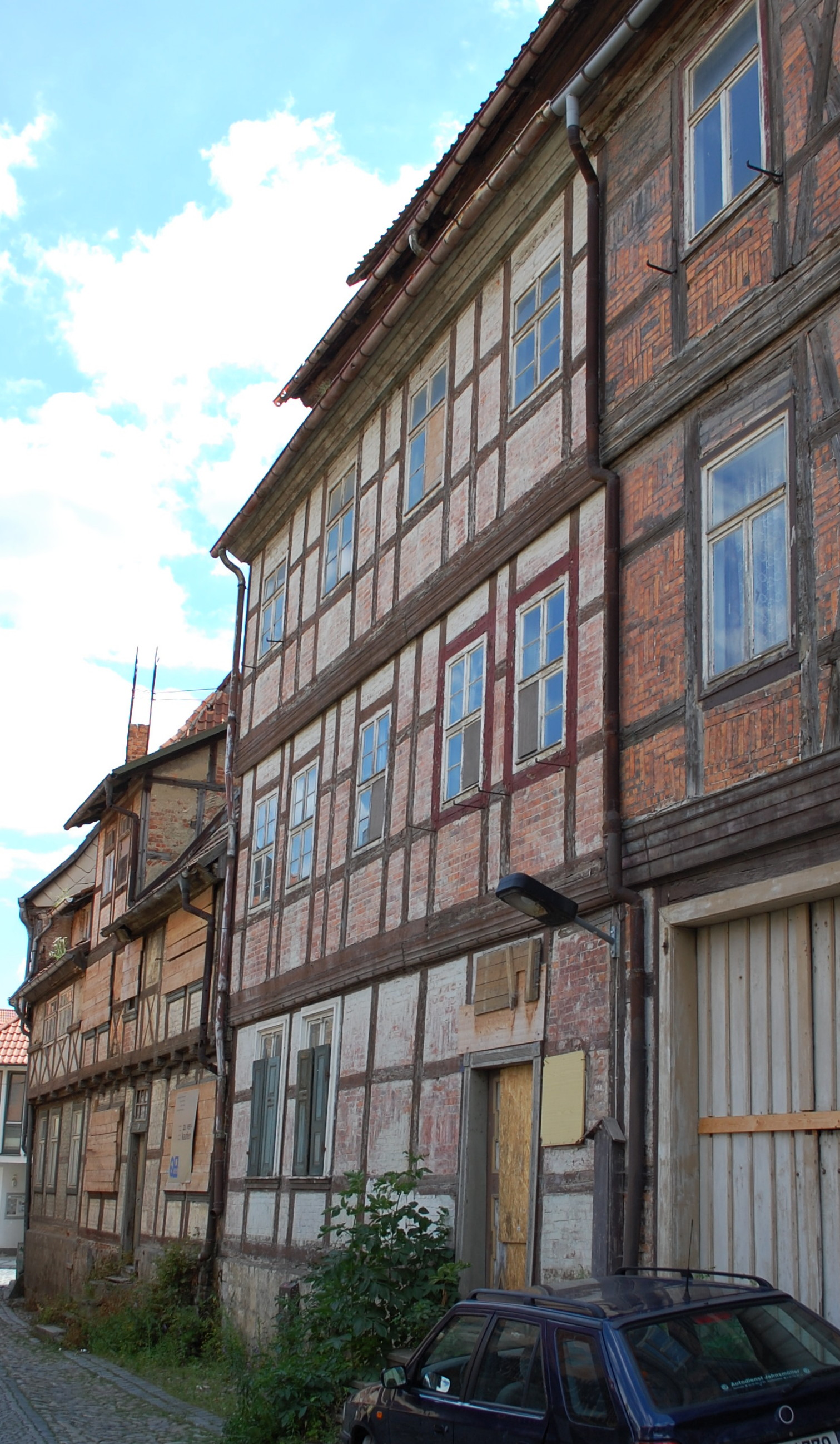
Ägidiikirchhof 6

Das Haus Aegidiikirchhof 6 ist ein denkmalgeschütztes Gebäude in Quedlinburg in Sachsen-Anhalt.

## Lage
Das im Quedlinburger Denkmalverzeichnis eingetragene Haus befindet sich im nördlichen Teil der Quedlinburger Altstadt. Es gehört zum UNESCO-Weltkulturerbe. An das Gebäude grenzt östlich das gleichfalls denkmalgeschützte Haus Ägidiikirchhof 5, westlich das gleichzeitig entstandene Haus Aegidiikirchhof 7 an. 

## Architektur und Geschichte
Das um 1760 errichtete dreigeschossige, breite Fachwerkhaus verfügt über einen hohen Dachraum. Er diente als Speicherboden und verfügt über Hechtgaupen. Die Gefache des Hauses sind mit verschiedenen Zierausmauerungen versehen. An der Fachwerkfassade bestehen profilierte Bohlenbretter.
In späterer Zeit erfolgte eine Aufstockung, um mehr Lagerplatz zu schaffen.
Auf dem Hof des Anwesens steht ein kleines, ebenfalls in Fachwerkbauweise errichtetes Wirtschaftsgebäude. Es ist mit Lehm verputzt. 